# 千葉県道156号船橋埠頭線
千葉県道156号船橋埠頭線（ちばけんどう156ごう ふなばしふとうせん）は千葉県船橋市湊町の国道14号、千葉県道39号船橋停車場線との交点である「湊町二丁目」交差点を起点とし、船橋市日の出を終点とする一般県道である。

## 路線データ
- 起点：船橋市湊町、「湊町二丁目」交差点（国道14号交点）
- 終点：船橋市日の出
- 総延長：*.* km（葛南土木事務所管内：*.* km）
- 重用延長：*.* km（葛南土木事務所管内：*.* km）
- 実延長：1.617 km（葛南土木事務所管内：1.617 km[1]）

## 地理

### 通過する自治体
- 千葉県
  - 船橋市

### 交差する道路
- 国道14号、千葉県道39号船橋停車場線（船橋市湊町、「湊町2丁目」交差点、起点）
- 国道357号（船橋市日の出、「日の出町」交差点）

### 沿線
- 船橋市役所分庁舎（船橋市湊町二丁目）
- Dクラウディア船橋シャインアベニュー（船橋市湊町二丁目）
- 船橋市立湊中学校（船橋市日の出一丁目）
- 昭和産業船橋工場（船橋市日の出二丁目）
- ニチレイフーズ船橋工場（船橋市日の出二丁目）

## 関連
- 千葉県の県道一覧

座標: 北緯35度41分30秒 東経139度58分56.5秒 / 北緯35.69167度 東経139.982361度